# Deporte en Bielorrusia
El Comité Olímpico Nacional de Bielorrusia ha sido encabezado por el presidente Alexander Lukashenko desde 1997, es el único jefe de Estado en el mundo en tener esa posición.

## Bielorrusia en los Juegos Olímpicos
Desde los Juegos Olímpicos de Helsinki hasta el fin de la era soviética, Bielorrusia compitió en los Juegos Olímpicos como parte de la escuadra olímpica soviética. Durante los Juegos olímpicos de Barcelona en 1992, Bielorrusia compitió como parte del Equipo Unificado. Los atletas de la nación compitieron en una Olimpiada por primera vez como bielorrusos durante los juegos de 1994 en Lillehammer. Bielorrusia ha ganado un total de 53 medallas; 6 de oro, 18 de plata y 29 de bronce (contando las ganadas en los juegos olímpicos de invierno). La primera medalla olímpica para la URSS fue ganada por el bielorruso Mikhail Krivonosov en los Juegos Olímpicos de Verano en Melbourne 1956, Australia. 

## Hockey sobre Hielo
Recibiendo un fuerte patrocinio por parte del presidente Lukashenko, el hockey sobre hielo es el deporte más popular de la nación. El Equipo Bielorruso terminó en Cuarto lugar en las competencias de los juegos olímpicos de invierno de Salt Lake City, EE. UU, en el año 2002.
- Datos: Q4438054
- Multimedia: Sports in Belarus / Q4438054